# Thomas Janovsky
Thomas Janovsky (* 1954 in Hof) ist ein deutscher Jurist und war vom 1. Februar 2013 bis zum 28. Februar 2021 Generalstaatsanwalt in Bamberg.
Nach dem Abitur 1973 am Schiller-Gymnasium in Hof und einer zweijährigen Dienstzeit beim Bundesgrenzschutz studierte Janovsky an der Ludwig-Maximilians-Universität in München Rechtswissenschaften. Seine Referendarzeit leistete er in den Bezirken der Oberlandesgerichte München und Bamberg. 1983 begann er seinen Dienst bei der bayerischen Justiz als Richter beim Amtsgericht Bayreuth. Es folgten Verwendungen im Bayerischen Staatsministerium der Justiz in München, an den Staatsanwaltschaften Amberg, Bayreuth und Hof sowie dem Amts- und Landgericht in Hof, von 1997 bis 1999 als Vorsitzender Richter am Landgericht Hof und 1999 bis 2002 als Oberstaatsanwalt und Leiter der Wirtschaftsabteilung bei der Staatsanwaltschaft Hof.
Von Dezember 2002 bis Ende Januar 2013 war Janovsky Leitender Oberstaatsanwalt in Bayreuth. Am 13. Juni 2012 ernannte ihn das bayerische Kabinett auf den 1. Februar 2013 zum Generalstaatsanwalt in Bamberg. Innerhalb der Justiz war seine vor allem auf Drängen der FDP erfolgte Ernennung von Anfang an umstritten.
Seit dem 1. Januar 2015 war Janovsky auch für die bei der Generalstaatsanwaltschaft Bamberg angesiedelte Zentralstelle Cybercrime Bayern (ZCB) verantwortlich. Diese vom Bayerischen Staatsministerium der Justiz neu geschaffene Einheit ist unter anderem bayernweit zuständig für die Verfolgung herausragender Fälle aus dem Bereich der Internetkriminalität. Seit dem 1. Oktober 2020 besteht unter dem Dach der ZCB zudem das Zentrum zur Bekämpfung von Kinderpornografie und sexuellem Missbrauch im Internet. Im Mai 2015 wurde Janovsky Vorsitzender der Arbeitsgruppe „IuK“ der 24 deutschen Generalstaatsanwälte.
Bereits ab dem 1. Oktober 2017 erfolgte unter der Ägide von Janovsky eine sukzessive Aufstockung der Zentralstelle Cybercrime Bayern auf mittlerweile rund 60 Mitarbeiter, darunter 30 Staatsanwälte und fünf IT-Referenten. Es handelt sich damit um eine der bundesweit größten staatsanwaltschaftlichen Spezialdienststellen zur Bekämpfung von Cybercrime.
Sein gemeinsam mit Heinz-Bernd Wabnitz und Lothar Schmitt herausgegebenes Handbuch des Wirtschafts- und Steuerstrafrechts wurde von Joachim Jahn in der Frankfurter Allgemeinen als Standardwerk bezeichnet.
Im September 2021 wurde Thomas Janovsky als Mitglied in den Vorstand des Bayerischen Roten Kreuzes (BRK) Kreisverband Bayreuth berufen und ist seit dem Januar 2022 für den BRK Kreisverband Bayreuth als ehrenamtlicher Pressesprecher für Einsatzkommunikation tätig. Im März 2025 wurde er zusätzlich zum Justiziar des Kreisverbandes gewählt. 

## Schriften (Auswahl)
- Mit Rudolf Müller, Heinz-Bernd Wabnitz: Wirtschaftskriminalität: Eine Darstellung der typischen Erscheinungsformen mit praktischen Hinweisen zur Bekämpfung. 4., völlig neubearbeitete Auflage. Beck, München 1997, ISBN 3-406-42648-4.
- Hrsg. mit Heinz-Bernd Wabnitz: Handbuch Wirtschafts- und Steuerstrafrechts. 5., neu bearbeitete Auflage. Beck, München 2020; ISBN 978-3-406-72439-8.